# 凯茜·特纳
凯茜·特纳（英語：Cathy Turner，1962年4月10日—），美国女子短道速滑运动员。她曾代表美国参加1992年、1994年和1998年冬季奥林匹克运动会短道速滑比赛，获得二枚金牌、一枚银牌和一枚铜牌。